# El Cortezo (Panama)
El Cortezo è un comune (corregimiento) della Repubblica di Panama situato nel distretto di Tonosí, provincia di Los Santos. Si estende su una superficie di 150 km² e conta una popolazione di 662 abitanti (censimento 2010).